# Thế vận hội Trẻ Mùa hè 2010

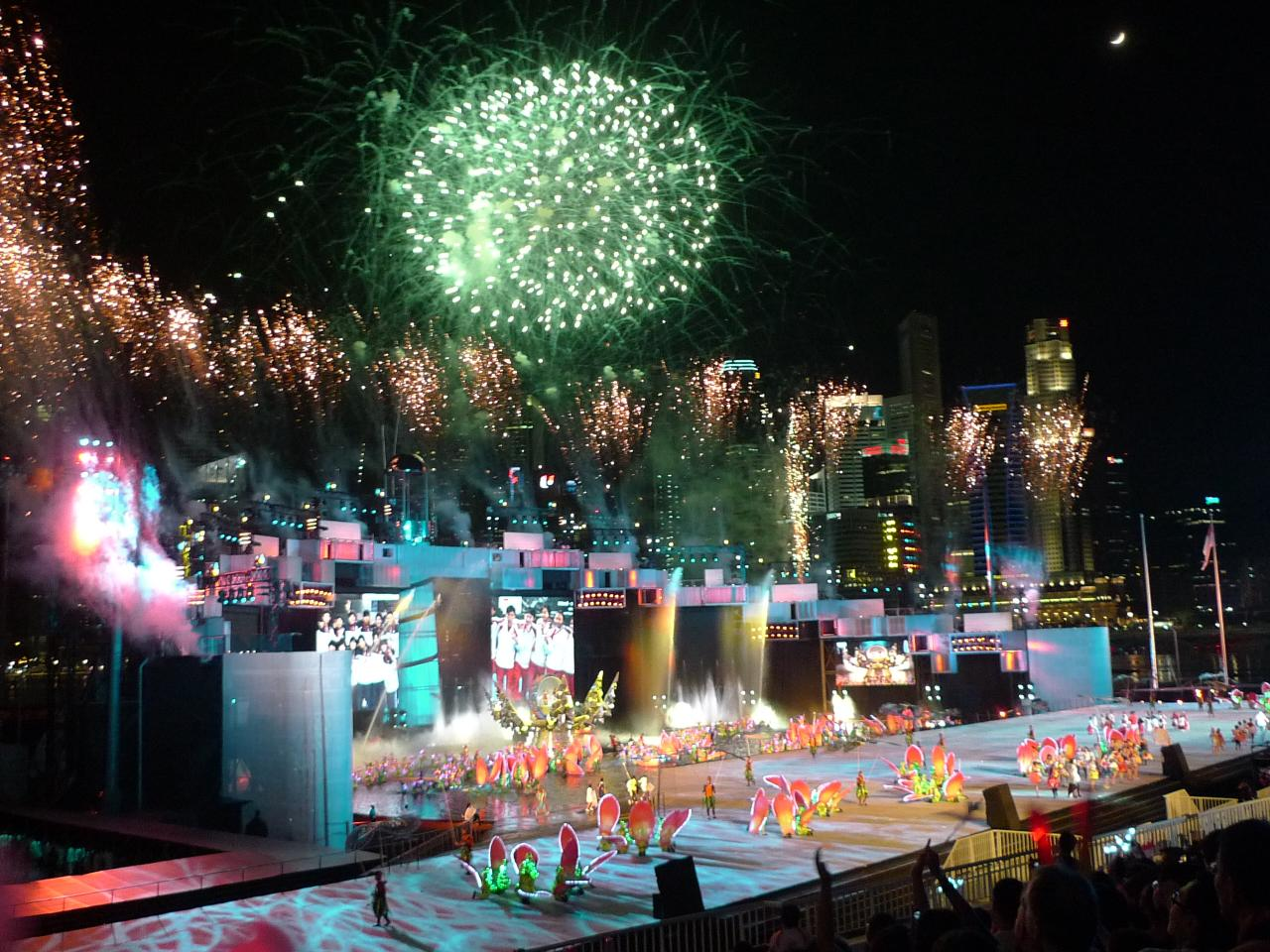
Lễ khai mạc Thế vận hội Thanh niên

Thế vận hội Trẻ Mùa hè 2010, tên chính thức Thế vận hội Trẻ Singapore 2010 (tiếng Anh: Singapore 2010 Youth Olympic Games, viết tắt: YOG) là một sự kiện thể thao dành cho thanh niên diễn ra ở Singapore từ ngày 14 đến ngày 26 tháng 8 năm 2010 thuộc Thế vận hội thứ XXIX. Đây là sự kiện mở đầu cho Thế vận hội Trẻ Mùa hè, một lễ hội thể thao và văn hóa lớn theo truyền thống của Thế vận hội. 3.531 vận động viên từ 14 đến 18 tuổi từ 204 quốc gia sẽ tranh tài ở 184 nội dung thuộc 26 môn thể thao. Quyết định cho Singapore đăng cai được thông báo ngày 21 tháng 2 năm 2008 sau khi thực hiện bình chọn bởi 105 thành viên của IOC.

## Bảng tổng sắp huy chương
Chủ nhà (Singapore)
| 1  | Trung Quốc (CHN) | 30 | 16 | 5  | 51 |
| 2  | Nga (RUS)        | 19 | 15 | 11 | 45 |
| 3  | Hàn Quốc (KOR)   | 11 | 5  | 4  | 20 |
| 4  | Ukraina (UKR)    | 10 | 9  | 14 | 33 |
| 5  | Cuba (CUB)       | 9  | 3  | 2  | 14 |
| 6  | Úc (AUS)         | 8  | 13 | 8  | 29 |
| 7  | Nhật Bản (JPN)   | 8  | 5  | 3  | 16 |
| 8  | Hungary (HUN)    | 6  | 4  | 6  | 16 |
| 9  | Pháp (FRA)       | 6  | 2  | 7  | 15 |
| 10 | Ý (ITA)          | 5  | 9  | 5  | 19 |
| 62 | Singapore (SIN)  | 0  | 2  | 5  | 7  |